# Эскуделья
Эскуделья — традиционный каталонский суп с мясом. Один из первых упоминавшихся супов в Европе. Франсеск Эшименис в XIV веке писал, что каталонцы ели его каждый день.

## Описание
В эскуделью входит пилота (исп. Pilota), очень большая фрикаделька, приправленная чесноком и петрушкой, которую режут кружками при сервировке; в него также кладут овощи: сельдерей, капусту, морковь и т. д. в зависимости от сезона. Кроме того, для приготовления могут использоваться кости, колбасы ботифаррас и другие виды мяса. В исторические времена блюдо называлось эскуделья де паже, туда входили макароны и рис, традиционно его готовили по четвергам и воскресеньям.
Эскуделья, как правило, подаётся как два блюда: собственно эскуделья, представляющая собой суп из бульона с макаронами, рисом или и тем, и другим. Карн д’олья — всё мясо, использованное в бульоне, подаётся после супа в лотке вместе с использованными овощами. Когда обе части подаются смешанными вместе, это называется эскуделья баррежада.
Существует особая версия этого супа, который называется эскуделья де надаль (рождественский суп), его часто делают на Рождество. В него входит мясо четырёх различных животных, пилота, несколько видов овощей и традиционный особый вид макарон, известный как галец, которые имеют улиткообразную форму и отличаются значительным размером.